# Light Coorporation
Light Coorporation est un groupe de rock expérimental et progressif. Son style musical est influencé par d'autres courants tels que le jazz, le fusion ou le rock psychédélique ; en outre, il s’inspire des groupes réunis autour de l'école de Canterbury et du mouvement Rock in Opposition,,,,,.

## Biographie

### Formation et débuts (2007-2010)
Le groupe est formé en 2007 par Mariusz Sobański (Sobanski Music Laboratory), compositeur et réalisateur artistique, entre autres, de musique expérimentale et de jazz-rock avant-gardiste,,. Également en 2007, avant de jouer en concert au Royaume-Uni, le groupe sort indépendamment un EP intitulé Back Up Session. La couverture est réalisée par Tomasz Lietzau, qui continuera de coopérer avec le groupe les années suivantes. L’année suivante (2008), la première édition audio-visuelle de Light Coorporation, Beyond a Shadow of a Doubt, est publiée, et comprend des concerts et vidéos.

### Rare Dialect(2011)
Le 10 août 2011, le groupe publie son premier album, Rare Dialect, qui est bien accueilli par la presse internationale,,. Sur cet album, Sobański fait participer Robert Bielak (violon), Miłosz Krauz (batterie), Michał Pijewski (saxophone ténor), Tomasz Struk (basse fretless) et Marcin Szczęsny (synthétiseur, piano Fender Rhodes).
L'album est publié par le label londonien RēR Megacorp, c’est-à-dire Recommended Records, dirigé par Chris Cutler (entre autres Henry Cow, Cassiber, Pere Ubu, The Residents). Light Coorporation prendra contact avec le label par l’intermédiaire d'Henry Palczewski, propriétaire de la société de distribution et édition indépendante polonaise ARS2. Cette coopération avec Recommended Records est une période bénéfique pour le groupe. Auparavant, Reportaż était le seul groupe polonais à avoir publié un disque au label de Cutler, dans les années 1980.
Rare Dialect est enregistré au studio Vintage Records, à Porażyn, dirigé par Szymon Swoboda. Pendant l’enregistrement, le groupe utilise des préamplificateurs analogiques anciens, des compresseurs, des amplificateurs, et un magnétophone Studer A807 qui appartenait autrefois à la Radiodiffusion polonaise. L’objectif est d’obtenir le rendu typique des albums des années 1960 et 1970 du XXe siècle, de même que d’obtenir un enregistrement authentique et naturel. C’est la raison pour laquelle ils ne filtreront aucun son, ni bruit blanc, enregistré pendant la session. L’importance accordée à la qualité du son et l’utilisation de l’équipement d’enregistrement de la génération ancienne marquent aussi les albums successifs du groupe.

### Aliens from Planet Earth(2012)
Le 20 juin 2012, soit à peine un an après la sortie de Rare Dialect, Light Coorporation publie son deuxième album studio, Aliens from Planet Earth, également disitrubé par Recommended Records, et enregistré par une formation composée de Mariusz Sobański (guitare électrique, violoncelle baryton), Robert Bielak (violon), Miłosz Krauz (batterie et percussion), Paweł Rogoża (saxophone ténor et kaossilator pro permettant, entre autres, le traitement du son tiré d’un instrument en temps réel) et Krzysztof Waśkiewicz (guitare basse, magnétophone à bande en bobine). Le'album est enregistré pendant leur concert dans le château d’eau de Konin (Galerie de Culture et d’Art « Château d’eau » à Konin), pour finalement obtenir un son très spatial, clair et naturel. Le style musical devient plus spontané, improvisé, moins concret et plus pittoresque et psychédélique par rapport à au premier album du groupe.
La deuxième édition audio-visuelle du groupe, publiée en format DVD, paraît aussi sous le titre d’Aliens from Planet Earth. Comme pour Beyond a Shadow of a Doubt, les concerts de Light Coorporation se caractérisent par un mélange de musique et de projection de films dans le style du cinéma indépendant et de l’art vidéo, souvent dans le ton d’un documentaire en noir-et-blanc. Pendant les concerts, la projection de représentations visuelles est mixée live, et composée d'extraits de films, de vidéos et de photographies d’archives qui reflètent le monde contemporain,. Pendant les concerts, l’imagerie forme une sorte de dialogue particulier avec la musique. L’ambiance est créée par les riffs de guitare, le silence, l’image, et l'avis des spectateurs qui sont incités à interpréter le message à leur manière.

### about(2013)
Le troisième album studio de Light Coorporation, intitulé about, est publié le 30 mai 2013. Il est de nouveau distribué par Recommended Records. Cette fois, douze musiciens prennent part à l’enregistrement, ce qui permet d’obtenir un son plus nuancé : Mariusz Sobański (guitare, piano Fender Rhodes), Szczęsny (synthétiseur, piano Fender Rhodes), Struk (guitare basse), Rogoża (saxophone ténor), Pijewski (saxophone ténor), Krauz (batterie) et Bielak (violon) jouent avec Kuba Jankowiak (trompette), Barbara Kucharska (flûte), Piotr Oses (contrebasse) et Daniel Pabierowski (saxophone ténor). Les compositions créées par Sobański sont maintenues encore une fois dans l’esprit de vintage, et, en même temps, l’album reprend le caractère concret et ferme des débuts,. Comme pour leur premier album, il est bien accueilli par la presse internationale.

### Chapter IV – Before the Murmur of Silence(2014-2015)
Le 6 octobre 2014 Light Coorporation annonce le titre de son quatrième disque Chapter IV – Before the Murmur of Silence. Le groupe a déclaré qu’il serait édité par RēR Megacorp, de même que les trois disques précédents. L’album paraît le 4 décembre 2014, et il est enregistré par: Mariusz Sobański (guitares, violoncelle baryton), Paweł Rogoża (saxophone ténor), Kuba Jankowiak (trompette), Witold Oleszak (piano), Piotr Oses (contrebasse), Krzysztof Waśkiewicz (guitare basse) et Miłosz Krauz (batterie et percussion).

### Light Coorporation: 64:38 Radio Full Liv(F)E(depuis 2016)
Le 6 octobre 2016, Light Coorporation annonce un cinquième album, 64:38 Radio Full Liv(f)e, de nouveau au label de Chris Cutler, RéR Recommended Records London.

## Membres
Rare Dialects
- Mariusz Sobański – guitare
- Robert Bielak – violon
- Michał Pijewski – saxophone ténor
- Marcin Szczęsny – synthétiseur, Fender Rhodes
- Tomasz Struk – basse fretless
- Miłosz Krauz – batterie

Aliens from Planet Earth
- Mariusz Sobański - guitare, violoncelle
- Paweł Rogoża – saxophone ténor
- Robert Bielak – violon
- Krzysztof Waśkiewicz – guitare basse
- Miłosz Krauz – batterie

about
- Mariusz Sobański – guitare, Fender Rhodes
- Robert Bielak – violon
- Paweł Rogoża – saxophone ténor
- Michał Pijewski – saxophone ténor
- Daniel Pabierowski – saxophone ténor
- Jakub Jankowiak – trompette
- Barbara Kucharska – flûte
- Marcin Szczęsny – synthétiseur, Fender Rhodes
- Piotr Oses – contrebasse
- Tomasz Struk – basse fretless
- Miłosz Krauz - batterie

Chapter IV – Before the Murmur of Silence
- Mariusz Sobański - guitare, violoncelle
- Paweł Rogoża – saxophone ténor
- Kuba Jankowiak - trompette
- Witold Oleszak – piano
- Piotr Oses – contrebasse
- Krzysztof Waśkiewicz – guitare basse
- Miłosz Krauz - batterie, percussion

## Discographie

### Albums studio
- 2011 : Rare Dialect  (Recommended Records)
- 2012 : Aliens from Planet Earth  (Recommended Records)
- 2013 : about (Recommended Records)
- 2014 : Chapter IV – Before the Murmur of Silence (Recommended Records)

### Album live
- 2016 :  Light Coorporation: 64:38 Radio Full Liv(F)E

### EP
- 2007 : Back Up Session (European Improvisation Scene)

### Vidéographie
- 2008 : Beyond a Shadow of a Doubt
- 2012 : Aliens from Planet Earth (DVD)